# سینگر
سینگر شرکت آمریکایی تولیدکننده چرخ خیاطی است که ابتدا تحت عنوان I. M. Singer & Co توسط آیزاک سینگر و ادوارد کلارک در سال ۱۸۵۱ میلادی تأسیس شد؛ سپس در ۱۸۶۵ میلادی به Singer Manufacturing Company و بعداً در سال ۱۹۶۳ میلادی به Singer Company تغییر نام داد.
دفتر مرکزی این شرکت در لا ورگن، تنسی نزدیکی نشویل قرار دارد و اولین خط تولید در الیزابت، نیوجرسی در سال ۱۸۶۳ میلادی ساخته شد.

## نگارخانه

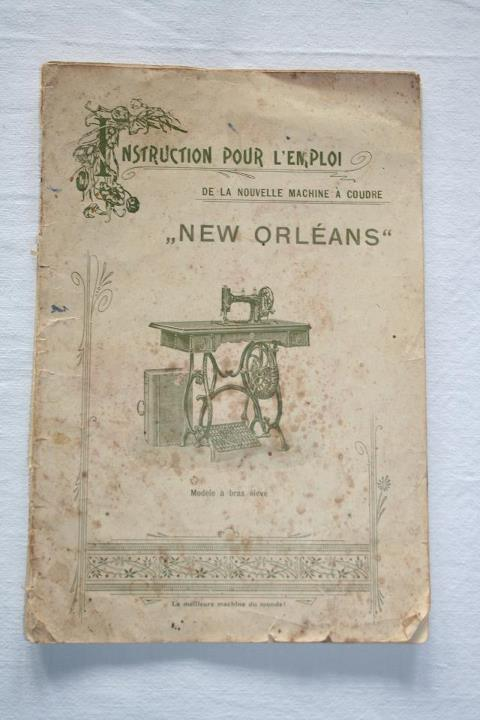
دفترچه راهنما حدود، سال ۱۹۰۰
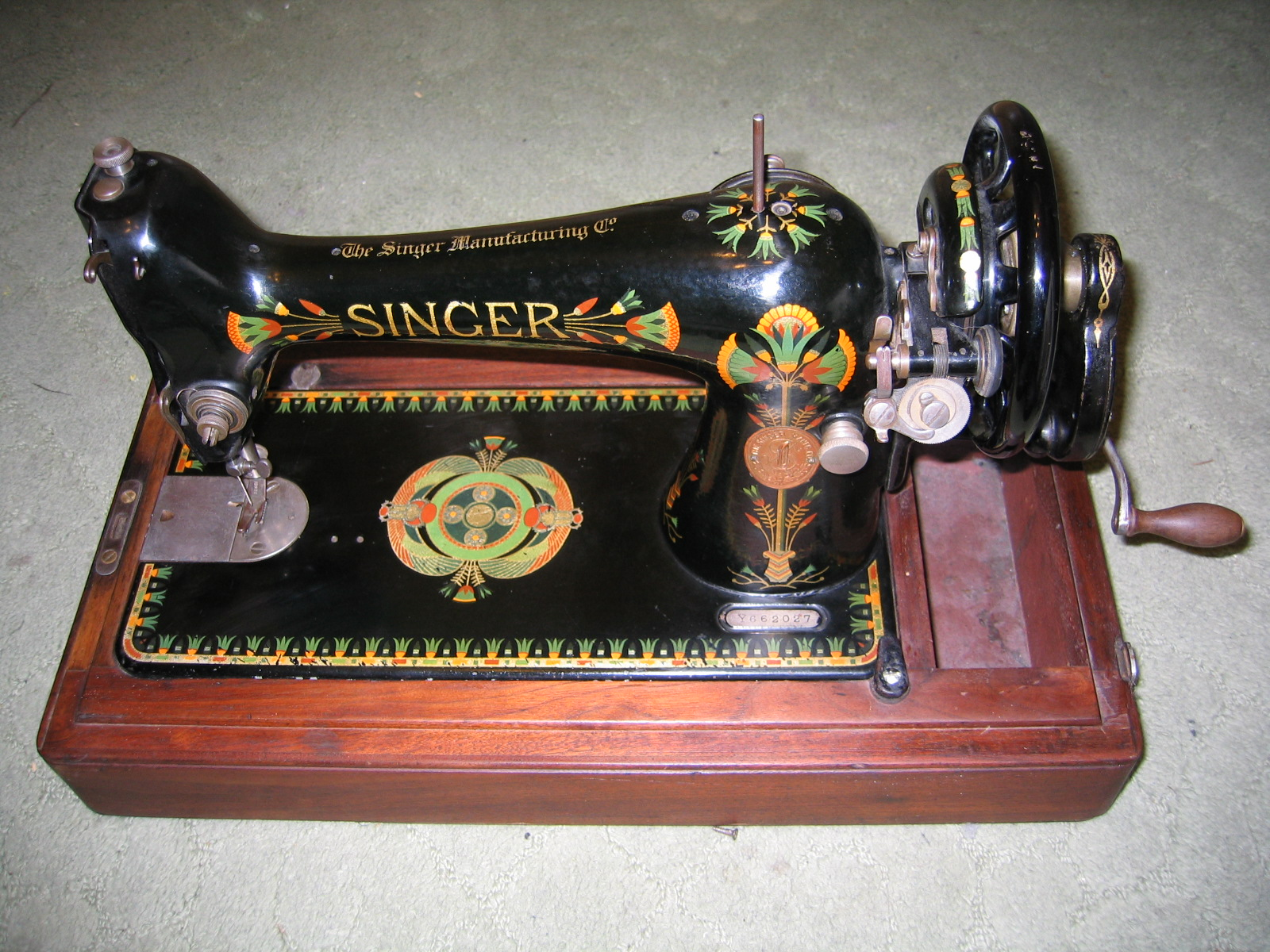
سینگر مدل ۶۶ با تصویر لوتوس، سال ۱۹۲۲
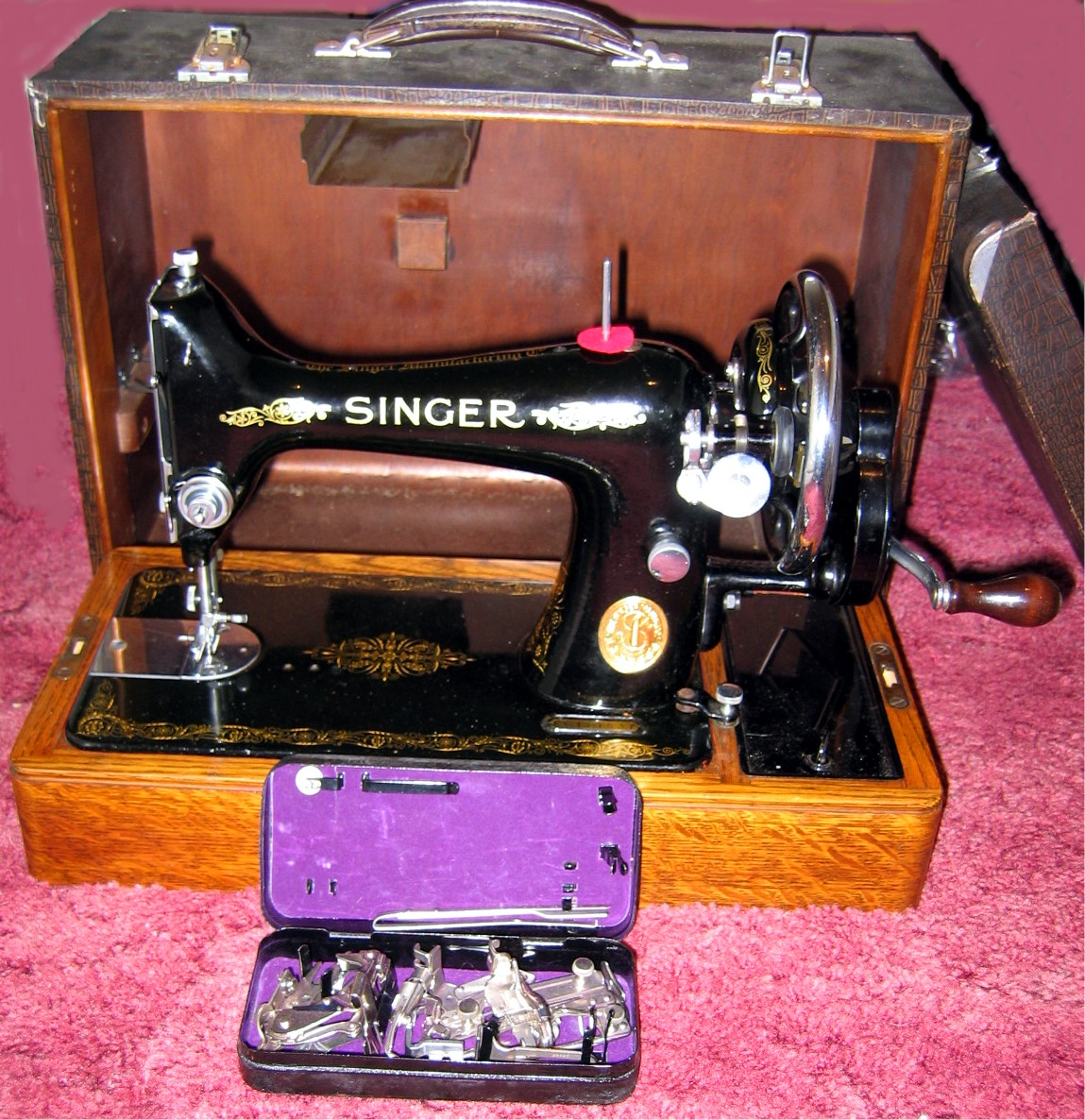
مدل ۹۹، سال ۱۹۳۹
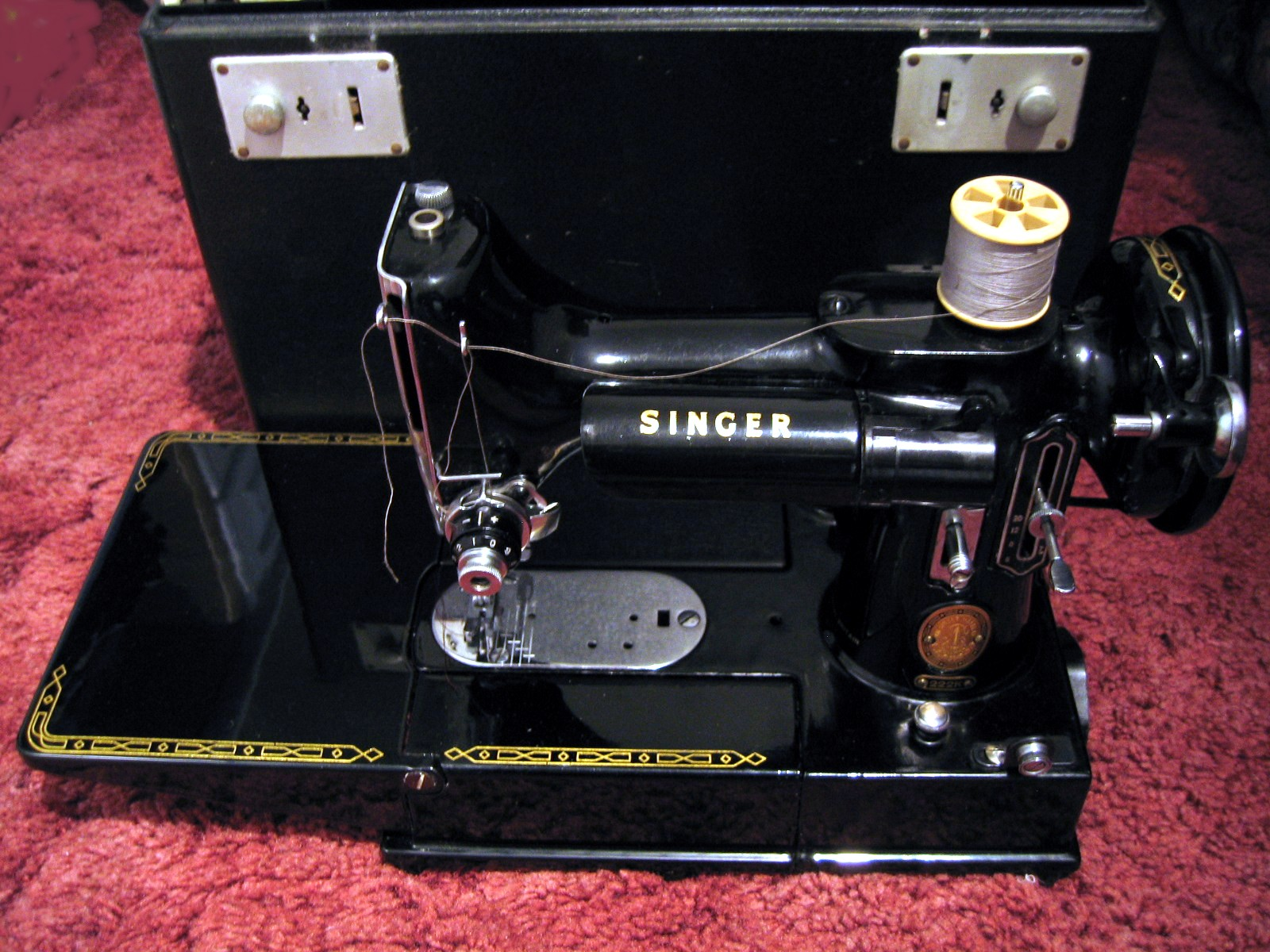
مدل ۲۲۹k سبک‌وزن، سال ۱۹۵۴